# Violettrött nejlikfly
Violettrött nejlikfly, Sideridis rivularis är en fjärilsart som beskrevs av Johan Christian Fabricius 1775. Enligt Dyntaxa ingår Violettrött nejlikfly i släktet Sideridis men enligt Catalogue of Life är tillhörigheten istället släktet Hadena. Enligt båda källorna tillhör  och familjen nattflyn, Noctuidae. Arten  har livskraftiga, LC, populationer i både Sverige och Finland. En underart finns listad i Catalogue of Life, Hadena rivularis honeyi Fabricius, 1775.

## Bildgalleri

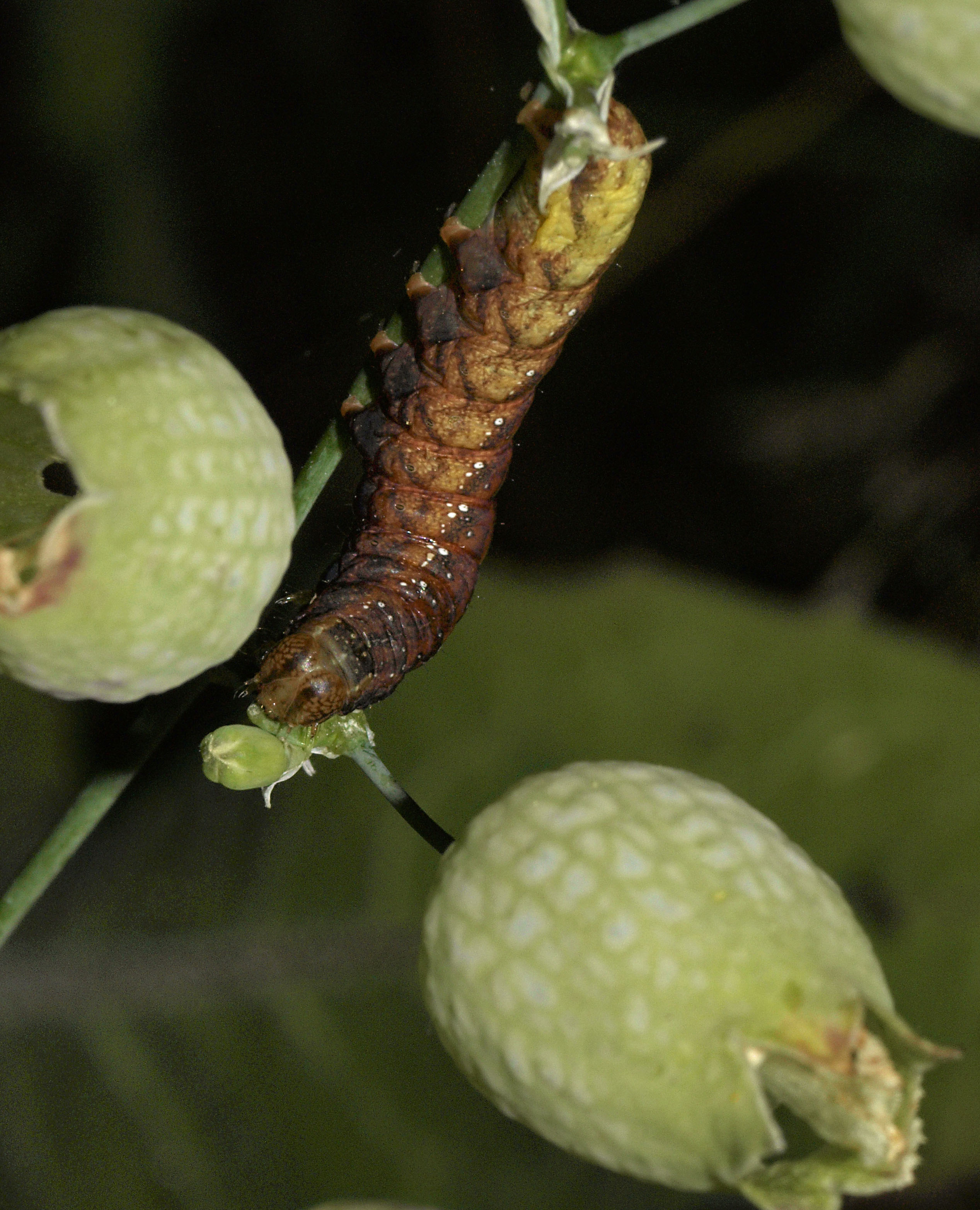
Fjärilens larv
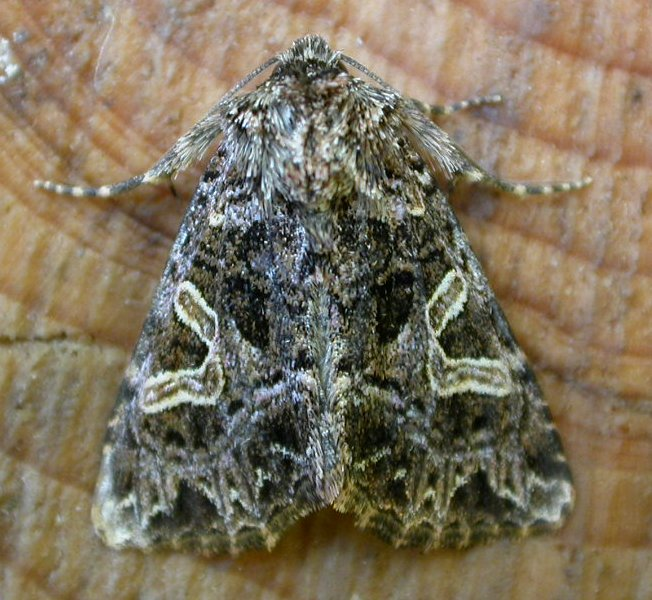
Imago fjäril
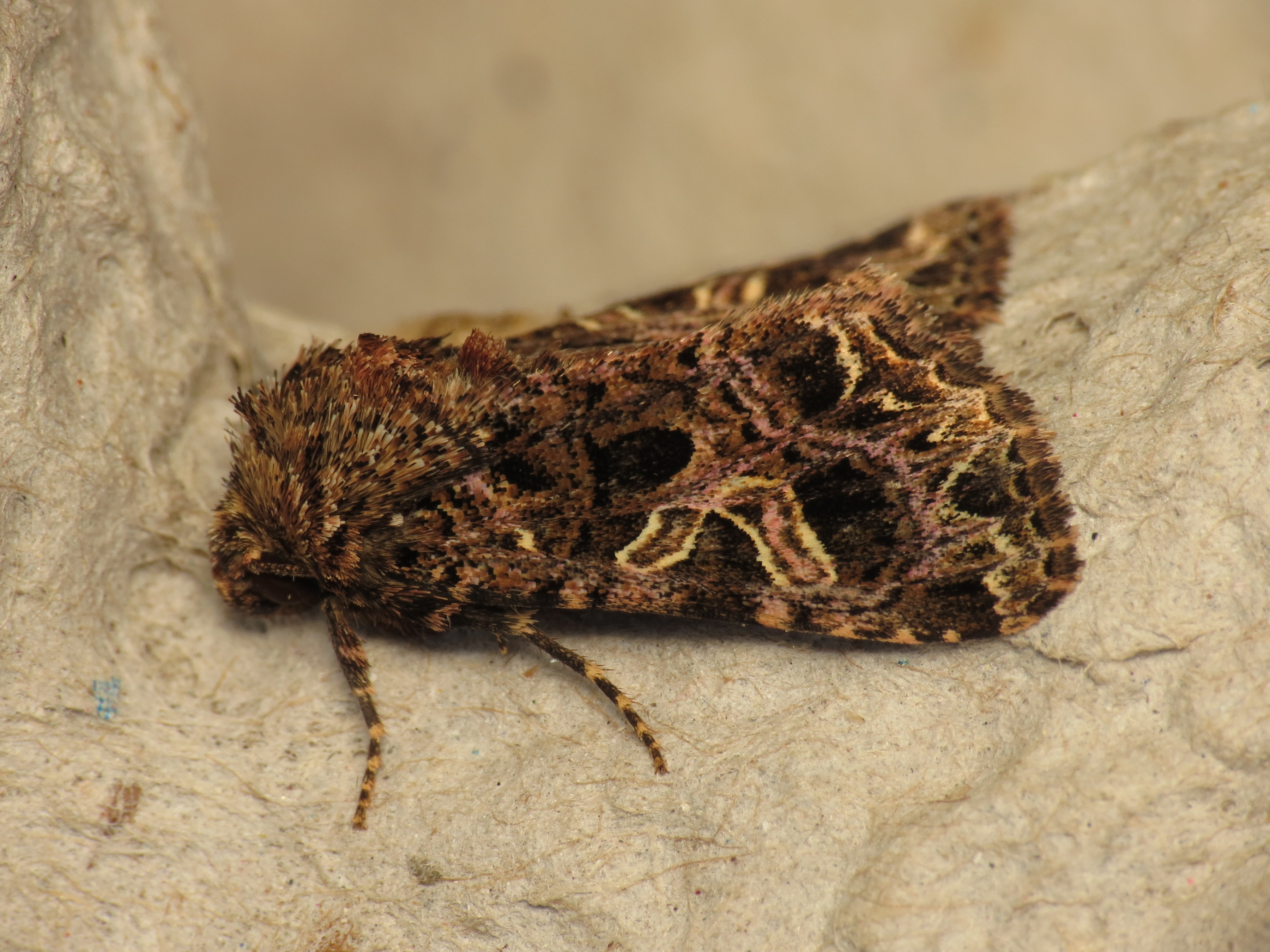
Imago fjäril
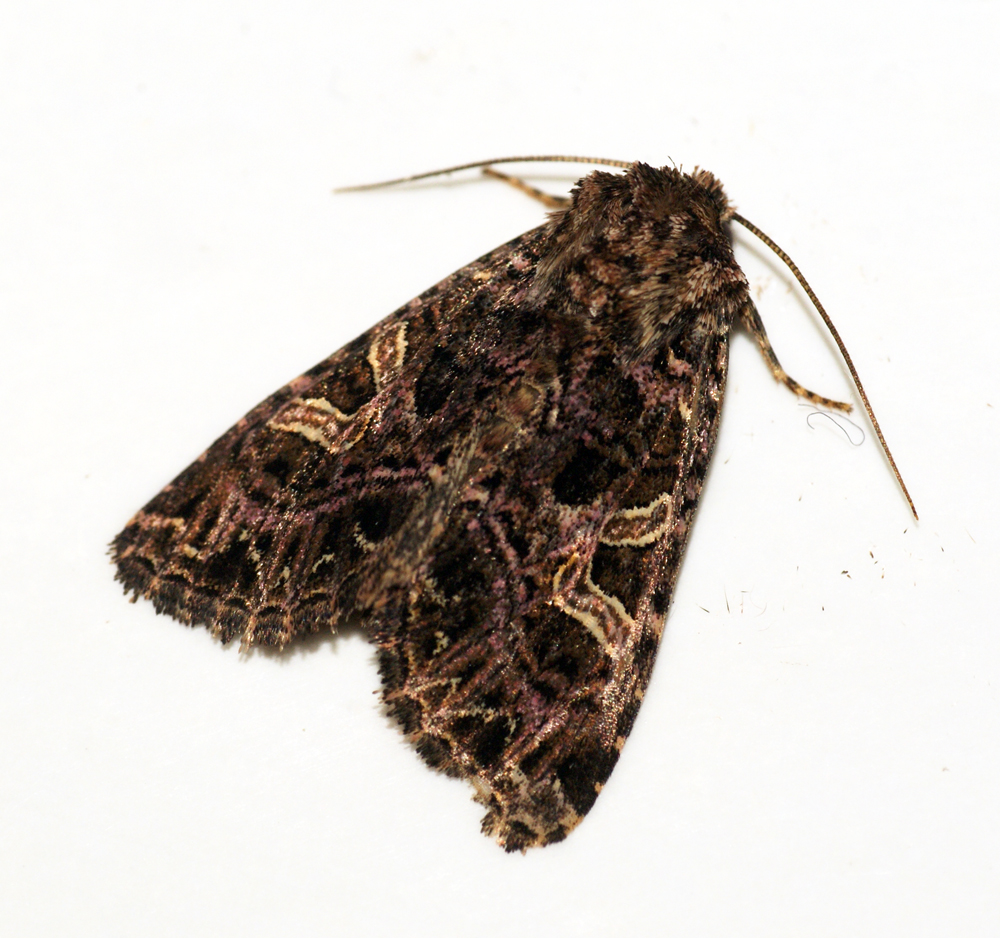
Imago fjäril